# Nebit
Nebit war ein altägyptischer Wesir, der wahrscheinlich unter Sesostris III. (ca. 1872 v. Chr. bis um 1852 v. Chr.) amtierte.
Nebit ist bisher nur von den Resten seiner Mastaba bekannt, die sich neben der Pyramide von Sesostris III. in Dahschur fand. Die Mastaba wurde zunächst 1894 von Jacques de Morgan angegraben, der aber nicht den Namen des Eigentümers feststellen konnte. Erneute Grabungen von Dieter Arnold erbrachten schließlich den Titel und Namen des Nebit. Die Mastaba bestand aus einem Kern von Lehmziegeln und war an der Außenseite mit Kalkstein verkleidet. Diese Verkleidung ist schon im Altertum von Steinräubern gestohlen worden und es sind nur kleine Bruchstücke erhalten. An der Nordseite des Baues ist die Verkleidung jedoch schon im Altertum zu Boden gestürzt. Diese Blöcke sind von Wüstensand bedeckt worden; die späteren Steinräuber übersahen sie deshalb. Die Wand zeigt Schriftbänder in erhabenem Relief mit den Titeln und dem Namen des Nebit.